# Pensionsstyrelsen
Pensionsstyrelsen var en dansk styrelse under Social- og Integrationsministeriet, der havde ansvaret for lovgivning og administration af offentlige pensioner og en række andre overførselsindkomster, som vedrører arbejdsmarkedet og tilbagetrækning herfra, herunder ATP og feriepenge.
Styrelsen blev oprettet 5. oktober 2009 ved at sammenlægge Sikringsstyrelsen, dele af Beskæftigelsesministeriets departement, Ydelseskontoret i Velfærdsministeriet og dele af Arbejdsdirektoratet. I alt beskæftigede styrelsen 165 ansatte og havde udgifter for ca. 150 mia. kr. årligt. Frem til 2010 hørte styrelsen under Beskæftigelsesministeriet. Samtidig med overflytningen blev Pensionsstyrelsens hidtidige opgaver delt mellem Social- og Integrationsministeriet og Beskæftigelsesministeriet.
Pensionsstyrelsens opgaver overgik til Udbetaling Danmark den 1. juni 2013.
Pensionsstyrelsen havde til huse i Allerød.